# Абага, Деограсиас
Робин Деограсиас Абага Эду Манге (англ. Robin Deogracias Abaga Edu Mangue; род. 3 августа 1980, Малабо) — экваториальногвинейский футболист, полузащитник.

## Биография
Деограсиас Абага родился 3 августа 1980 года в экваториальногвинейском городе Малабо.
Играл в футбол на позиции полузащитника. В 1998 году выступал в чемпионате Экваториальной Гвинеи за «Атлетико» из Малабо.
В сезонах 1998/99 и 1999/2000 играл в чемпионате Сальвадора в составе «Арабе Марте» из Сан-Сальвадора.
В 2001 году вернулся в «Атлетико», в котором играл в последующие три сезона. В том же сезоне завоевал Кубок Экваториальной Гвинеи. В 2003 году стал чемпионом страны.
В 1998—1999 годах провёл 4 матча за сборную Экваториальной Гвинеи. Дебютным стал поединок отборочного турнира Кубка африканских наций 2 августа 1998 года в Бате против сборной Габона (0:2), в котором Абага отыграл 90 минут.

## Достижения

### Командные
- Чемпион Экваториальной Гвинеи: 2003
- Обладатель Кубка Экваториальной Гвинеи: 2001